# Hófehérke (musical, 2018)
A Hófehérke 2018-ban bemutatott, Mészáros László által rendezett magyar, 2 felvonásos családi musical, amely a Grimm-testvérek azonos című meséjéből készült. Az előadás első bemutatója 2018. május 13-án volt a tatabányai Földi Imre Csarnokban, május 27-én Budapesten is bemutatták a Papp László Budapest Sportarénában.

## Szereplők
| Szereplő   | Színész                       |
| ---------- | ----------------------------- |
| Hófehérke  | Katona Klaudia                |
| Herceg     | Solti Ádám                    |
| Királynő   | Peller Mariann                |
| Tükör      | Andrádi Zsanett               |
| Vadász     | Faragó András                 |
| Bányafőnök | Galambos Lajos (Lagzi Lajcsi) |
| Tudor      | Janklovics Péter              |
| Vidor      | Ondrik János                  |
| Morgó      | Torres Dániel                 |
| Hapci      | Békefi László                 |
| Szende     | Köleséri Sándor               |
| Szundi     | Czető Ádám                    |
| Kuka       | Száraz Dávid                  |